# Brodijev apsces
Brodijev apsces (BA) je poseban oblik subakutnog osteomijelitisa, koji nastaje prenošenjem mikroorganizama krvlju iz postojećeg lokalnog žarišta. Javlja se najčešće u metafizi dugih kostiju (pretežno u distalnoj metafizi tibije), uglavnom u veće dece, posebno u pubertetu.
Brodijev apsces koji se često svrstava u hronični oblik osteomijelitisa, u skoro svim izvorima savremene literature, pominje se najčešće kao subakutni oblik osteomijelitisa, koji je teško dijagnostikovati jer su odsutni karakteristični znaci i simptomi akutnog oblika bolesti.

## Istorija
Brodijev apsces je dobio ime po Ser Bendjaminu Kolinsu Brodiju, koji je 1830-ih, prvi opisao hronično inflamatorno stanje koje pogađa tibiju bez očigledne akutne etiologije.

## Epidemiologija
Brodijev apsces je odgovoran za 2,5%–42% primarnih infekcija kostiju.

## Etiologija
Pretpostavlja se da je uzročnik najčešće stafilokok, snižene virulencije, uz istovremeno dovoljno otporan organizam pacijenta, koji lokalizuje infekciju. 

## Patoanatomija
Patoanatomski, prisutna je šupljina u metafizarnom podrucju kosti ispunjena gnojem i okružena sklerotičnom kosti (rubna skleroza). 

## Klinička slika
Početak bolesti je postepen, a znake i simptome karakteriše uporni neodređeni bolo u dubini zahvaćenog segmenta kosti. Posebno je značajno odsustvo opštih znakova zapaljenja. Temperatura često nije povišena. 
BA karakteriše blagi do umereni  bol , koji se obično opisuje kao uporni bol, kao povremeni simptom zbog podmuklog početaka, i dugo odlaganje između pojave bola (najčešći simptom) i dijagnoze. Obično su simptomi prisutni 2 nedelje ili duže. Tok je generalno obeležen malo ili nimalo konstitucijskih simptoma i nijedna akutna bolest mu ne prethodi. Sistemska reakcija je odsutna, a prateći laboratorijski podaci su nedosledni.

## Dijagnoza
Pošto se pacijenti često javljaju sa bolom i otokom bez temperature, dijagnoza može biti teška. Hemokulture i inflamatorni indikatori se često ne otkrivaju, pa je zbog toga potreban visok nivo sumnje da bi se dijagnostikovala ova vrsta osteomijelitisa.  
Kako BA može oponašati različita benigna i maligna stanja, to dovodi do odložene dijagnoze i lečenja, tako da je jedna od najčešća netačna dijagnoza BA tumor. 
Tek radiološki nalaz vodi ka objektivnoj dijagnozi, jer je karakterističani znak na MRT, centralna nekroza, a okolo nje granulaciono tkivo, fibroza ili skleroza, i krajnji sloj edema.
Biopsija može biti korisna u isključivanju drugih mogućih dijagnoza, kao što je tumor kostiju.

## Diferencijalna dijagnoza
Različite benigne i maligne abnormalnosti kostiju, uključujući ciste, osteoidni osteom, tumore džinovskih ćelija, hondroblastome i Juingov sarkom, trebalo bi uključiti u diferencijalnu dijagnozu Brodijevog apscesa.

## Terapija
Lečenje Brodijevog apscesa zavisi od dijagnoze. Skoro jedna trećina slučajeva (grupa koju su Ros i Kol okategorisali kao agresivne lezije) ne razlikuje se od primarnih zločudnih tumora kostiju. Za dijagnozu u ovim slučajevima potrebna je biopsija i kiretaža. 
Kada se dijagnoza postavi, odgovarajuću antibiotsku terapiju (sa dozom prilagođenom težini i starosti pacijenta) na osnovu rezultata bojenja po Gramu, kulture i osetljivosti treba započeti intravenozno (IV) tokom 2-7 dana, nakon čega obično sledi 6 nedelje oralne antibiotske terapije.  
Kliničko i laboratorijsko (brzina sedimentacije eritrocita [ESR] i C-reaktivni protein [CRP]) praćenje kliničkog poboljšanja je prikladno.
U slučajevima kada su klinički i slikovni nalazi i laboratorijski rezultati karakteristični (ili gde dijagnoza nije neizvesna), lečenje se vrši samo antibioticima, iako je to kontroverzno, jer u literaturi se razlikuju mišljenja o tome da li lečenje ovih klasičnih lezija treba da bude hirurški ili medikamentozno.
Neuspeh povlačenja simptoma nakon primene antibiotika do 6 nedelja ili pogoršanje stanja tokom lečenja treba da dovede do ponovne procene i definitivne dijagnoze tkiva, bakteriološke dijagnoze ili oboje, nakon čega sledi hirurško lečenje i odgovarajući antibiotici.
Druge indikacije za operaciju su predstojeće formiranje sinusa i drenaža u sinovijalni zglob. Klinički znaci subperiostalnog gnoja ili sinovitisa ukazuju na to da se subakutna infekcija transformisala u akutnu komponentu i da se zato mora hirurški drenirati. Ako se pacijent leči empirijski, treba dati antibiotik širokog spektra koji prvo pokriva S aureus , a sekundarno druge patogene.  
Antibiotici koji se primenjuju oralno za osteomijelitis moraju se davati u dozama koje su često dvostruko do trostruke od preporučenih u uputstvima za lekove. Obrazovanje pacijenata (ili roditelja) je od suštinskog značaja za održavanje usaglašenosti koja je neophodna za uspešno lečenje. Apsorpcija antibiotika za stvaranje efektivnih koncentracija na mestu infekcije dokumentuje se merenjem koncentracije antibiotika ili antibakterijske aktivnosti u serumu.

## Prognoza
Prognoza je obično povoljna, sa vrlo malom verovatnoćom trajnog invaliditeta ili recidiva.

## Literatura
- Foster, Catherine E.; Taylor, Margaret; Schallert, Erica K.; Rosenfeld, Scott; King, Katherine Y. (2019). „Brodie Abscess in Children: A 10-Year Single Institution Retrospective Review”. Pediatric Infectious Disease Journal. 38 (2): e32—e34. ISSN 0891-3668. PMID 29620720. doi:10.1097/INF.0000000000002062.
- Salik, Muhammad; Mir, Muhammad Hussain; Philip, Deepa; Verma, Shobit (2021-07-16). „Brodie's Abscess: A Diagnostic Conundrum”. Cureus. Springer Science and Business Media LLC. 13 (7): e16426. ISSN 2168-8184. PMC 8369975 . PMID 34422465. doi:10.7759/cureus.16426 .

## Spoljašnje veze
|  | Molimo Vas, obratite pažnju na važno upozorenje u vezi sa temama iz oblasti medicine (zdravlja). |